# 布雷尔
布雷尔是阿尔巴尼亚迪勃拉州的城镇。距地拉那91公里。2015年地方政府改革中该镇成为马蒂市镇的行政分区及其行政中心。改革前其为馬蒂區的区府。人口数量为10,862人（2011年）。